# Садіна
Садіна (рум. Sadina) — село у повіті Джурджу в Румунії. Входить до складу комуни Роата-де-Жос.
Село розташоване на відстані 45 км на захід від Бухареста, 66 км на північний захід від Джурджу, 136 км на схід від Крайови, 138 км на південь від Брашова.

## Населення
За даними перепису населення 2002 року у селі проживали 1645 осіб.
Національний склад населення села:
| Національність | Кількість осіб | Відсоток |
| -------------- | -------------- | -------- |
| румуни         | 1605           | 97,6%    |
| цигани         | 40             | 2,4%     |

Рідною мовою назвали:
| Мова      | Кількість осіб | Відсоток |
| --------- | -------------- | -------- |
| румунська | 1639           | 99,6%    |
| циганська | 6              | 0,4%     |